# Xylophanes irrorata
Xylophanes irrorata är en fjärilsart som beskrevs av Augustus Radcliffe Grote 1865. Xylophanes irrorata ingår i släktet Xylophanes och familjen svärmare. Inga underarter finns listade i Catalogue of Life.